# Поливанов, Пётр Сергеевич
Пётр Сергеевич Поливанов (1859, Ключи, Саратовская губерния — 1903, Ла-Шапель-Сен-Лориан, Франция) — русский революционер, народник, позже эсер.

## Биография
Сын богатого помещика Саратовской губернии, родился в Ключах Балашовского уезда. Уже будучи гимназистом, участвовал в кружке самообразования, имел определенные убеждения социалиста-народника и с революционными целями совершал экскурсии в ближайший деревни, пытался распространять среди крестьян нелегальную литературу.
В 1874—1877 годах участвовал в деятельности саратовских революционных кружков. С 1878 обучался на ветеринарном отделении Медико-хирургической академии Петербурга. Участник студенческих волнений, в декабре 1878 выслан в Вологодскую губернию; 29 августа 1880 года освобождён от надзора.
16 августа 1881, сделавшись народовольцем, предпринял попытку освобождение из Саратовской тюрьмы своего товарища по «Народной Воле» М. Новицкого. При этой попытке, в состоянии исступления, убил сторожа (или полицейского). Попытка кончилась неудачей: приготовленный кабриолет с седоками опрокинулся: Новицкий, Поливанов и Райко, правивший лошадью, были задержаны толпой и так зверски избиты, что Райко умер, а Новицкому и Поливанову дело стоило смертного приговора, который, после подачи просьбы о помиловании, был заменён вечной каторгой.
Отбывал заключение в Алексеевском равелине Петропавловской крепости и в Шлиссельбургской крепости до 1902 года.
В Алексеевском равелине Петропавловской крепости Поливанов испытал великие страдания, толкавшие его на самоубийство. Яркое художественное описание его переживаний он оставил в воспоминаниях, написанных в Шлиссельбурге и восстановленных после выхода из крепости.
Кроме воспоминаний об Алексеевском равелине, которые показывают замечательную психологическую память, оставил рассказ из тюремной жизни: «Никак кончился!», написал немало стихов на русском и французском языках.
При феноменальной памяти неудивительно, что он был хорошим лингвистом. Кроме французского и немецкого, которые он знал до тюрьмы и в крепости должен был в них только усовершенствоваться, в Шлиссельбурге успел изучить итальянский, испанский, английский языки.
Народник (лавристского направления), он отвергал нечаевские методы организации, отвергал стремление делать революцию «сверху».
По коронационному манифесту 1896 года вечная каторга была заменена ему двадцатилетней, и осенью 1902 его отправили в ссылку в захолустный городок Акмолинской области Атбасар (в 200-х верстах от Транссибирской магистрали).
17 апреля 1903 года бежал, а через несколько недель оказался в Париже. Там он без колебаний примкнул к партии социалистов-революционеров и вступил в её боевую организацию, решив принять личное участие в покушении на В. К. Плеве. Но напряжение 20-ти прошедших в заключении лет подорвало физические и моральные силы бывшего узника, его охватывали приступы отчаяния от сомнений в физической пригодности к выполнению революционного долга, как он его понимал.
Покончил жизнь самоубийством, выстрелил из револьвера себе в голову.